# هاورث ۱۸۲۴

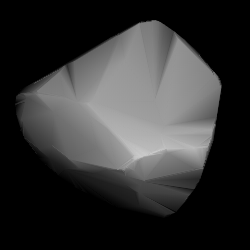
مدل سه‌بُعدی سیارک هاورث ۱۸۲۴ طبق منحنی نور آن

سیارک ۱۸۲۴ (به انگلیسی: 1824 Haworth، نامگذاری:1952FM) هزار و هشتصد و بیست و چهارمین سیارک کشف شده‌است که در ۳۰ مارس ۱۹۵۲ کشف شد.
قدر مطلق سیارک برابر ۱۱٫۴۰ است.